# حكومة سارة الزعفراني
حكومة سارة الزعفراني هي حكومة تونسية تترأسها السيدة سارة الزعفراني التي تخلف حكومة كمال المدوري بعد انهاء مهام رئيسها في الليلة الفاصلة بين 20 و 21 مارس 2025 وهي الحكومة السادسة في عهد الرئيس قيس سعيد والحكومة الرابعة في دستور تونس 2022.
وتعد ثاني حكومة في تونس والوطن العربي ترأسها سيدة.

## تركيبة الحكومة

### التركيبة الأولى (20 مارس 2025)
لم يتزامن تغيير رئيس الحكومة كمال المدوري مع تحوير عميق على الحكومة باستثناء تعيين صلاح الزواري وزيرا للتجهيز والاسكان ليخلف السيدة سارة الزعفراني التي عينت وزيرة أولى. إذ ومنذ 20 مارس 2025 تباشر السيدة سارة الزعفراني، رئيسة الحكومة التونسية مهامها مع أعضاء حكومة كمال المدوري.

#### الوزراء
| الصورة | الحقيبة الوزارية                                | الاسم               | الحزب  |
| ------ | ----------------------------------------------- | ------------------- | ------ |
|        | رئيسة الحكومة التونسية                          | سارة الزعفراني      | مستقلة |
|        | وزيرة العدل                                     | ليلى جفّال           | مستقلة |
|        | وزير الدفاع الوطني                              | خالد السهيلي        | مستقل  |
|        | وزير الداخلية                                   | خالد النوري         | مستقل  |
|        | وزير الشؤون الخارجية والهجرة والتونسيين بالخارج | محمد علي النفطي     | مستقل  |
|        | وزير الصحة                                      | مصطفى الفرجاني      | عسكري  |
|        | وزيرة المالية                                   | مشكاة سلامة الخالدي | مستقلة |
|        | وزير الاقتصاد والتخطيط                          | سمير عبد الحفيظ     | مستقل  |
|        | وزير الشؤون الاجتماعية                          | عصام الأحمر         | مستقل  |
|        | وزيرة الصناعة والمناجم والطاقة                  | فاطمة ثابت شيبوب    | مستقلة |
|        | وزير التجارة وتنمية الصادرات                    | سمير عبيد           | مستقل  |
|        | وزير الفلاحة والصيد البحري والموارد المائية     | عز الدين بن الشيخ   | مستقل  |
|        | وزير التربية                                    | نور الدين النوري    | مستقل  |
|        | وزير التعليم العالي والبحث العلمي               | منذر بلعيد          | مستقل  |
|        | وزير الشباب والرياضة                            | الصادق المورالي     | مستقل  |
|        | وزير تكنولوجيات الاتصال                         | سفيان الهميسي       | مستقل  |
|        | وزير النقل                                      | رشيد عامري          | مستقل  |
|        | وزير التجهيز والإسكان                           | صلاح الزواري        | مستقل  |
|        | وزير أملاك الدولة والشؤون العقارية              | وجدي الهذيلي        | مستقل  |
|        | وزير البيئة                                     | حبيب عبيد           | مستقل  |
|        | وزير السياحة والصناعات التقليدية                | سفيان تقية          | مستقل  |
|        | وزير الشؤون الدينية                             | أحمد البوهالي       | مستقل  |
|        | وزيرة الأسرة والمرأة والطفولة وكبار السن        | اسماء جابري         | مستقلة |
|        | وزيرة الشؤون الثقافية                           | أمينة الصرارفي      | مستقلة |
|        | وزير التشغيل والتكوين المهني                    | رياض شَوِد            | مستقل  |

#### كتاب الدولة
| الصورة | الحقيبة الوزارية                                                    | الاسم           | الحزب  |
| ------ | ------------------------------------------------------------------- | --------------- | ------ |
|        | كاتب دولة لدى وزير الداخلية مكلف بالأمن الوطني                      | سفيان بن الصادق | مستقل  |
|        | كاتب دولة لدى وزير الشؤون الخارجية والهجرة والتونسيين بالخارج       | محمد بن عياد    | مستقل  |
|        | كاتب دولة لدى وزيرة الصناعة والمناجم والطاقة مكلف بالإنتقال الطاقي  | وائل شوشان      | مستقل  |
|        | كاتب دولة وزير الفلاحة والصيد البحري والموارد المائية مكلفا بالمياه | حمادي الحبيّب    | مستقل  |
|        | كاتبة دولة لدى وزير التشغيل والتكوين المهني مكلفة بالشركات الأهلية  | حسنة جيب الله   | مستقلة |